# Bojan Tomović

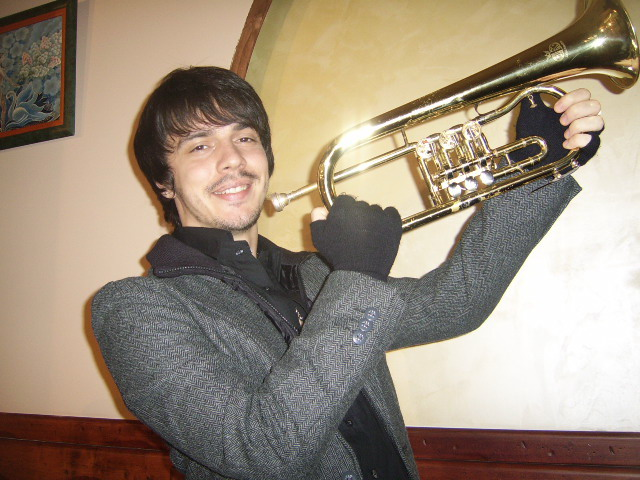

Bojan Tomović ist ein montenegrinischer Turbo-Folk-Sänger, der seit 2005 zwei Alben auf den Markt gebracht hat, die vom Label Grand Production in Belgrad produziert wurden. In Serbien, Montenegro und den anderen Gebieten des ehemaligen Jugoslawien, ist er besonders bei Teenagern beliebt.

## Diskografie

### Alben
- 2005: S prijateljima na sto
- 2006: Ko to tamo peva
- 2008: Tika Tak
- 2014: Pobjeda
- 2024: Dječak Iz Vode

### Singles (Auswahl)
- 2005: Na Distanci
- 2005: Motorola
- 2005: Ode Jedna, Dođu Dve
- 2005: S prijateljima na sto
- 2006: Nisam Te Zaboravio
- 2006: Ko Je Taj?
- 2008: Jugić (mit Jovana Pajić)
- 2008: Reklama
- 2009: Sanja
- 2014: Varenika
- 2014: Crna Goro Volim Te
- 2024: Balkan
- 2024: Jedan je dom (mit Hanka Paldum)